# 어느 날 그녀가 우주에서
《어느 날 그녀가 우주에서》는 2023년에 개봉한 대한민국의 영화이다.

## 캐스팅

### 주연
- 백서빈 : 석민 역
- 신연서 : 나은 역

### 조연
- 서지영 : 나은 엄마 역
- 김영 : 경수 역
- 최훈재 : 준혁
- 이상희 : 동네수퍼 주인 역
- 지웅배 : 김철 역
- 김남진 : 석민 엄마 역
- 김시원 : 유기견보호소 직원 역
- 이문빈 : 군대선임 역
- 신현숙 : 나은엄마 경호원 역
- 김승민 : 김 경장 역
- 노경덕 : 노 순경 역
- 박종보 : 공원 경비원 역
- 신승용 : 면접관 이사 역
- 전정일 : 면접관 대표 역
- 공서연 : 김철 여친 역
- 이예준 : 어린 석민 역
- 박노경 : 당구 지인 역
- 황대웅 : 당구지인 친구 역
- 홍승일 : 남자 외계인 역
- 권오숙 : 여자 외계인 역
- 소윤호 : 젊은 의사 역
- 양진서 : 간호사 역
- 류성민 : 순찰 경찰 역
- 루미 : 강아지 치치 역

## 기타
- 2023년 제56회 휴스턴 국제 영화제에서 백금상을 차지했다.